# Hyla squirella
Hyla squirella é uma espécie de anfíbio anuro da família Hylidae. É considerada pouco preocupante pela Lista Vermelha da UICN. Está presente em Bahamas, Estados Unidos. Foi introduzida em Bahamas.